# Філіберто Нтутуму Нгема
Філіберто Нтутуму Нгема (Filiberto Ntutumu Ngema) — політик та дипломат Екваторіальної Гвінеї. Надзвичайний та повноважний посол Екваторіальної Гвінеї в Україні за сумісництвом (2013). Ректор Національного університету Екваторіальної Гвінеї (з 2015).

## Життєпис
У 1989 році закінчив Харківський інститут інженерів комунального будівництва — отримав спеціальність інженера.
Повернувся на батьківщину і став працювати в державних структурах.
Працював міністром освіти, науки і спорту Екваторіальної Гвінеї, а на наприкінці травня 2011 року призначений Надзвичайним та Повноважним послом Екваторіальної Гвінеї в РФ. 14 липня 2011 року вручив вірчі грамоти Президенту РФ.
5 липня 2013 року — вручив вірчі грамоти Президенту України Віктору Януковичу.
9 квітня 2015 року — Указами 17 і 18 Президента Екваторіальної Гвінеї звільнений з посади Надзвичайного і Повноважного посла та призначений на посаду ректора Національного університету Екваторіальної Гвінеї.
|  | «Жахливі московські пробки, звичайно, найбільше дратують. Неможливо працювати, коли півдня проводиш в дорозі! І ще мене дуже турбує ксенофобія. Це не обов'язково образливі слова - просто відношення. У Митищах, де я живу, на мене постійно витріщаються в магазинах, перешіптуються, навіть пальцем показують. Жахливо від цього втомлюєшся» |

.